# Негреновци
Негреновци (на македонска литературна норма: Негреновци) е село в югоизточната част на Северна Македония, в община Конче.

## География
Селото е разположено в долината на Крива Лъкавица, в западните склонове на Смърдеш, на 7 km северно от общинския център Конче, на надморска височина от 750 m. Землището му е 7,6 km2.

## История
Към края XIX век Негреновци е чисто българско село, числящо се към Радовишка кааза на Османската империя. Според статистиката на Васил Кънчов („Македония. Етнография и статистика“) от 1900 година Негриновци има 48 жители, всички българи християни.
В началото на XX век християнските жители на селото са под върховенството на Българската екзархия. По данни на секретаря на екзархията Димитър Мишев („La Macédoine et sa Population Chrétienne“) през 1905 година в Неграновци (Negranovtzi) има 64 българи екзархисти.
След Междусъюзническата война в 1913 селото остава в Сърбия. В началото на август 1914 година са убити от сръбските власти българите Кольо Георгиев и Тодор Василев. Изселено е след 1961 година.
| Година    | 1948 | 1953 | 1961 | 1971 | 1981 | 1991 | 1994 | 2002 |
| --------- | ---- | ---- | ---- | ---- | ---- | ---- | ---- | ---- |
| Население | 83   | 79   | 19   | 0    | 0    | 0    | 0    | 0    |

От селото е запазена манастирската църквичка „Свети Димитър“.